# Kinross-shire

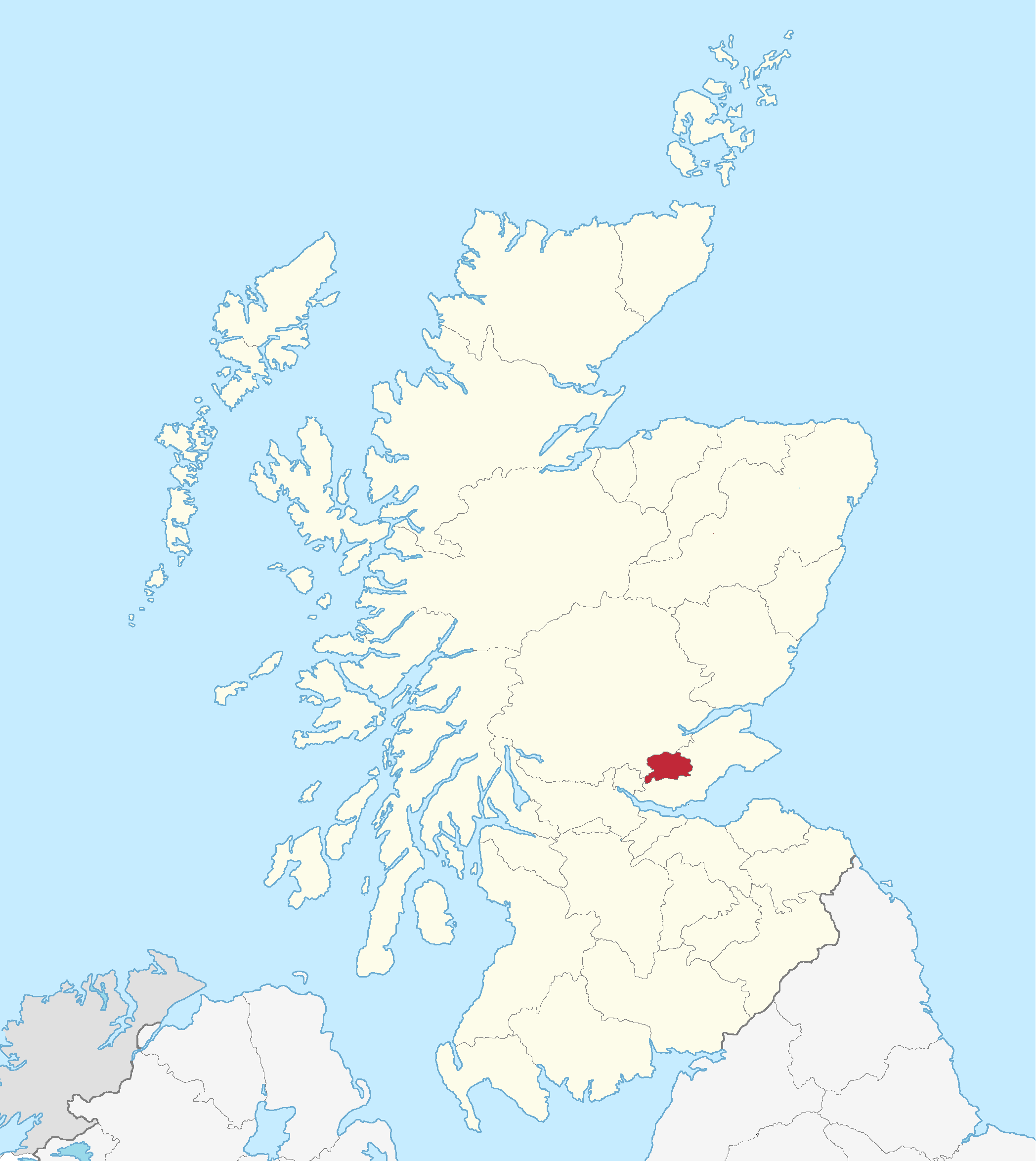
Lage von Kinross-shire in Schottland

Kinross-shire (schottisch-gälisch Siorrachd Cheann Rois) ist eine der traditionellen Grafschaften im Osten von Schottland. Historische Hauptstadt und namensgebender Ort ist die Stadt Kinross. Geografisch dominiert wird Kinross-shire durch Loch Leven, berühmt durch Loch Leven Castle, in dem 1567/68 die schottische Königin Maria Stuart gefangengehalten wurde.
Als Verwaltungsgrafschaft bestand Kinross-shire zwischen 1890 und 1929 und erhielt dann eine gemeinsame Verwaltung mit der benachbarten Grafschaft Perthshire. 1975 gingen beide Grafschaften im District Perth and Kinross der Region Tayside auf. Die Region Tayside wurde 1996 aufgelöst; seitdem ist Perth and Kinross eine Unitary Authority.